# Fiat 600 (1955–1969)

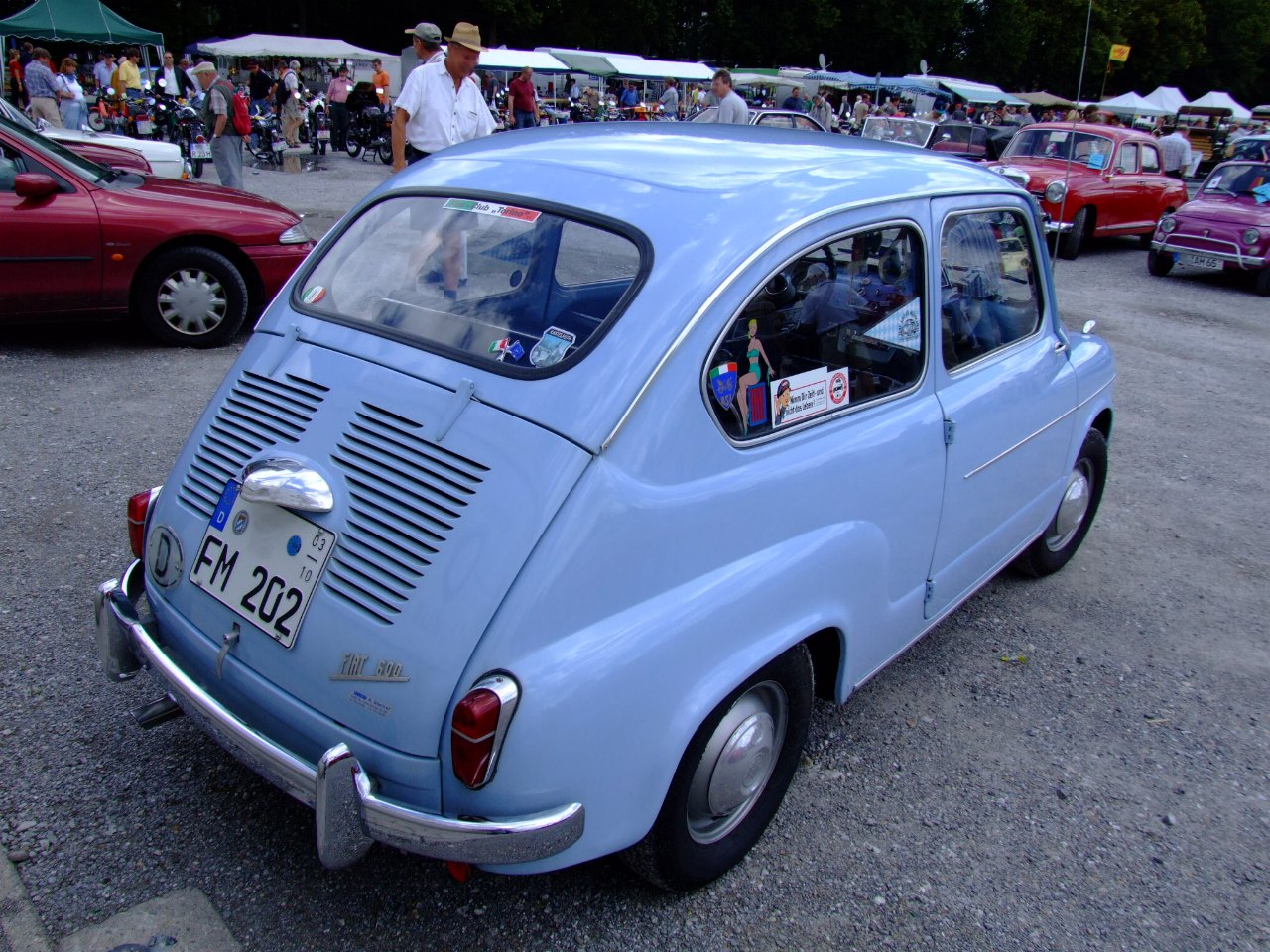
Heckansicht

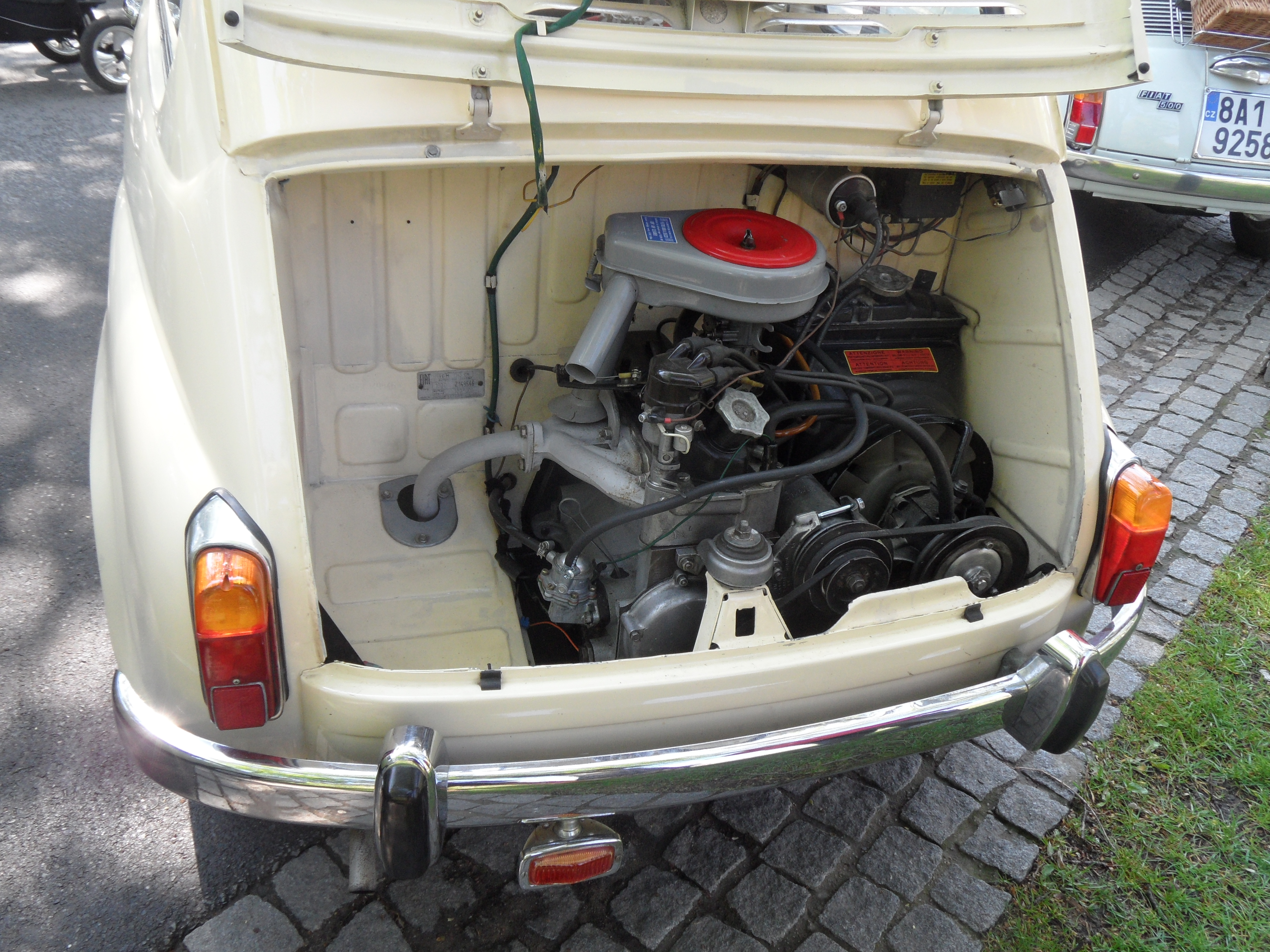
Motorraum

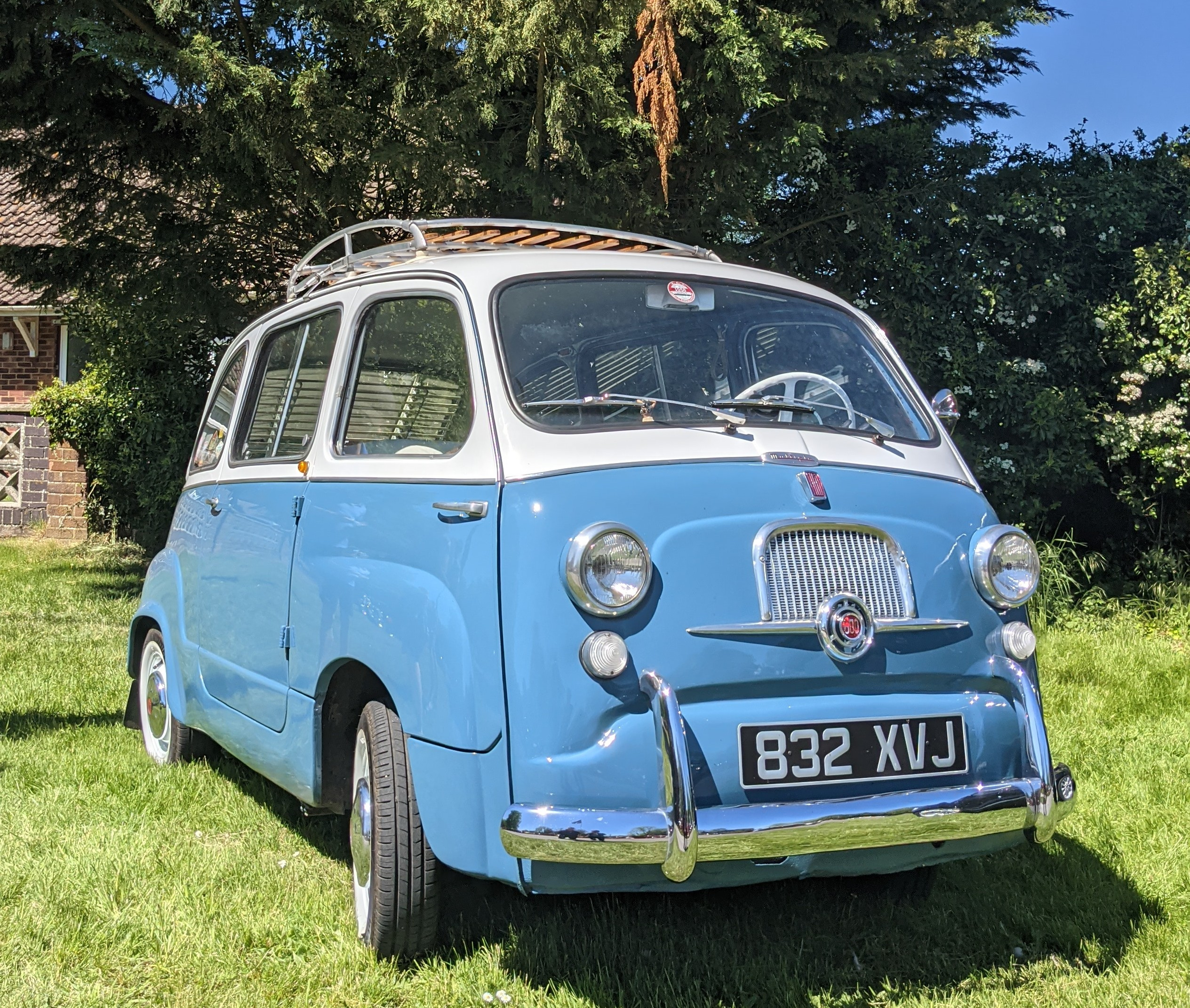
Fiat 600 Multipla

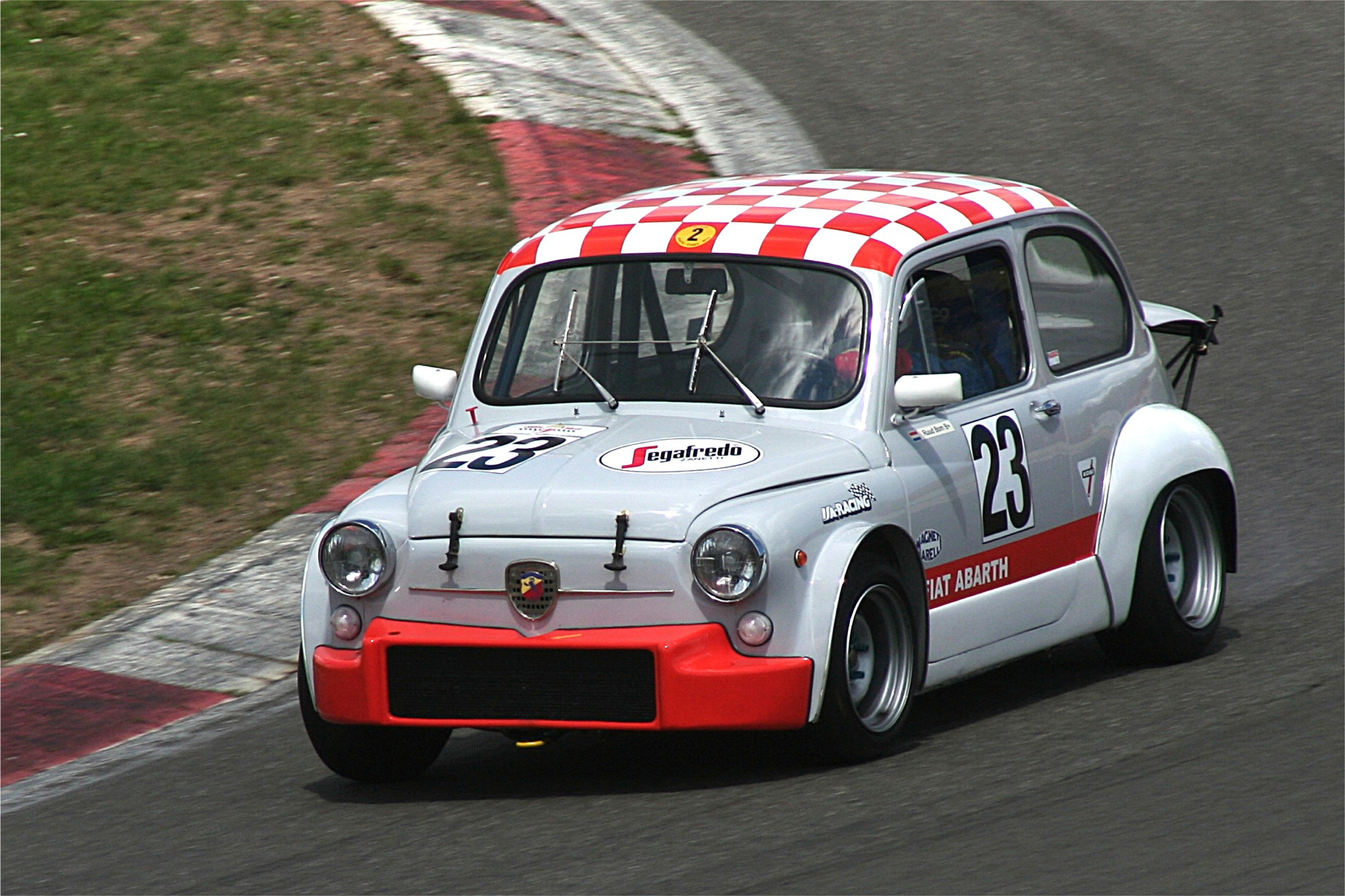
Fiat Abarth 1000 TC, Baujahr 1970, auf Basis des Fiat 600

Der Fiat 600 (auch „Seicento“) ist ein Kleinwagen des italienischen Pkw-Herstellers Fiat. Der Wagen wurde 1955 auf dem Auto-Salon in Genf vorgestellt. Die Produktion startete noch im selben Jahr. Das Fahrzeug begründete den Erfolg der Marke in den 1950er- und 1960er-Jahren.
Er war vor dem kleinen Fiat Nuova 500 das erste der kleinen Heckmotor-Modelle des Fiat-Konzerns. Mit Heckantrieb und einem neu konstruierten Vierzylindermotor ausgerüstet, wurde der 600 damals eine Art Familienwagen, denn bei nur 3,29 m Länge und 1,40 m Breite konnte er doch vier Personen befördern.

## Technik
Der Fiat 600 hatte eine selbsttragende Karosserie. Die ersten 600er hatten hinten angeschlagene, sogenannte Selbstmördertüren. Alle vier Räder waren einzeln aufgehängt; vorn mit Dreiecksquerlenkern oben und einer Querblattfeder unten, hinten mit Schräglenkern und Schraubenfedern. Alle Räder haben Teleskopstoßdämpfer. Das Lenkgetriebe arbeitet mit Schnecke und Schneckenradsektor, die Spurstange ist zweigeteilt. 
Bei anfangs 633 cm³ und 23 PS aus einem wassergekühlten Vierzylinder-Reihenmotor erreichte der 600 fast 110 km/h, die auch weite Strecken mit annehmbarer Durchschnittsgeschwindigkeit zurücklegen ließen.

## Varianten
1956 kam der erste von Dante Giacosa konstruierte Fiat 600 Multipla auf den Markt, ein viertüriger Sechssitzer, dessen Front verlängert und vergrößert worden war. Er war einer der ersten Pkw in Frontlenkerbauweise. Neben der Ausführung als Sechssitzer gab es einen kleinen Campingbus, mit dem vier bis fünf Personen befördert werden konnten, sowie eine spezielle Taxivariante. 1965 wurde der Multipla vom Kleintransporter Fiat 850 T abgelöst. Dieser wurde noch zum Fiat 900 weiterentwickelt, verblieb dann aber ohne Nachfolger.
Die Carrozzeria Savio stellte von 1965 bis 1975 den Fiat 600 Savio Jungla her – ein kleines, offenes Spaßauto, von dem etwa 3200 Stück entstanden.
In Spanien erschien ein viertüriges Modell als Seat 800, das von 1963 bis 1967 in Barcelona gebaut wurde. Beinahe 18.000 Fahrzeuge wurden in dieser Zeit hergestellt, die in vielen Fällen als Taxi fuhren. Der Seat 800 ist 30 cm länger als die Basisversion Seat 770, hatte aber auch dessen 767-cm³-Motor.
In Argentinien bot Sevel Argentina den Fiat 600 an.
Der Fiat 600 war das Vorbild für den sowjetischen SAS-965 „Saporoshez“.

## Modellpolitik
Der Erfolg des 600 führte dazu, dass er auch in Spanien als Seat 600 (Seiscientos), in Jugoslawien als Zastava 750 (Kosename: Fićo) und in Deutschland als NSU-Fiat Jagst mit Stoffschiebedach gebaut wurde. Diese Version wurde von den „Neckar-Automobilwerken AG“ (früher „NSU-Fiat“ und „Neckar Automobil AG“) in Heilbronn auch für den Export gebaut.
Nach der Einführung des Fiat 850 (1964) führte der 600 mehr und mehr ein Schattendasein. Zwischen Fiat 500 und Fiat 850 positioniert schrumpften seine Verkaufszahlen. In Italien wurde seine Produktion 1969 eingestellt. Aber bis in die 1970er-Jahre gab es eine deutsche Fangemeinde, die immer wieder bestellte, zuerst den „770 Jagst“ und dann den „Jagst 2“, zuletzt den in Deutschland als Fiat 770 S angebotenen Seat, der laut Fahrzeugpapieren bei Seat in Barcelona gebaut wurde. In Deutschland wurde der Fiat 770 erst nach der Einstellung der Produktion in Spanien im Jahr 1973 endgültig aus dem Angebot genommen. Noch bis 1985 wurde der Zastava 750 gebaut, zuletzt mit auf 850 cm³ vergrößertem Motor. Der Zastava 850 ist also ein Fiat 600 mit einem 850-cm³-Motor, nicht etwa eine jugoslawische Version des (größeren und moderneren) Fiat 850. Das Fahrzeug wurde nach der Produktionseinstellung in Jugoslawien noch bis 1995 in der Türkei von Tofaş weitergebaut, danach endete die Produktion endgültig.
1998 erschien ein neuer „600“, der Fiat Seicento, der aber eine andere, modernere Konstruktion mit Frontantrieb ist.

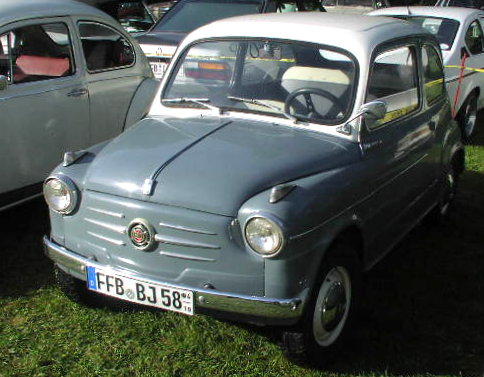
Deutscher NSU-Fiat Jagst
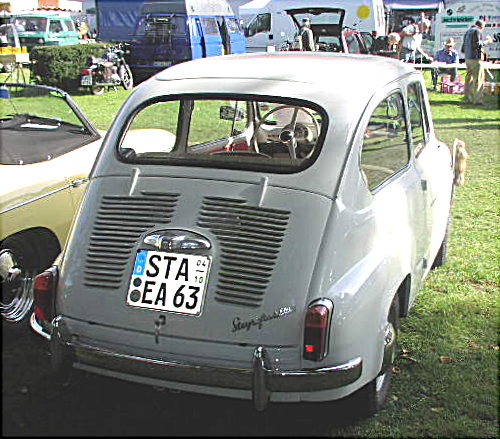
Österreichischer Steyr-Fiat 600
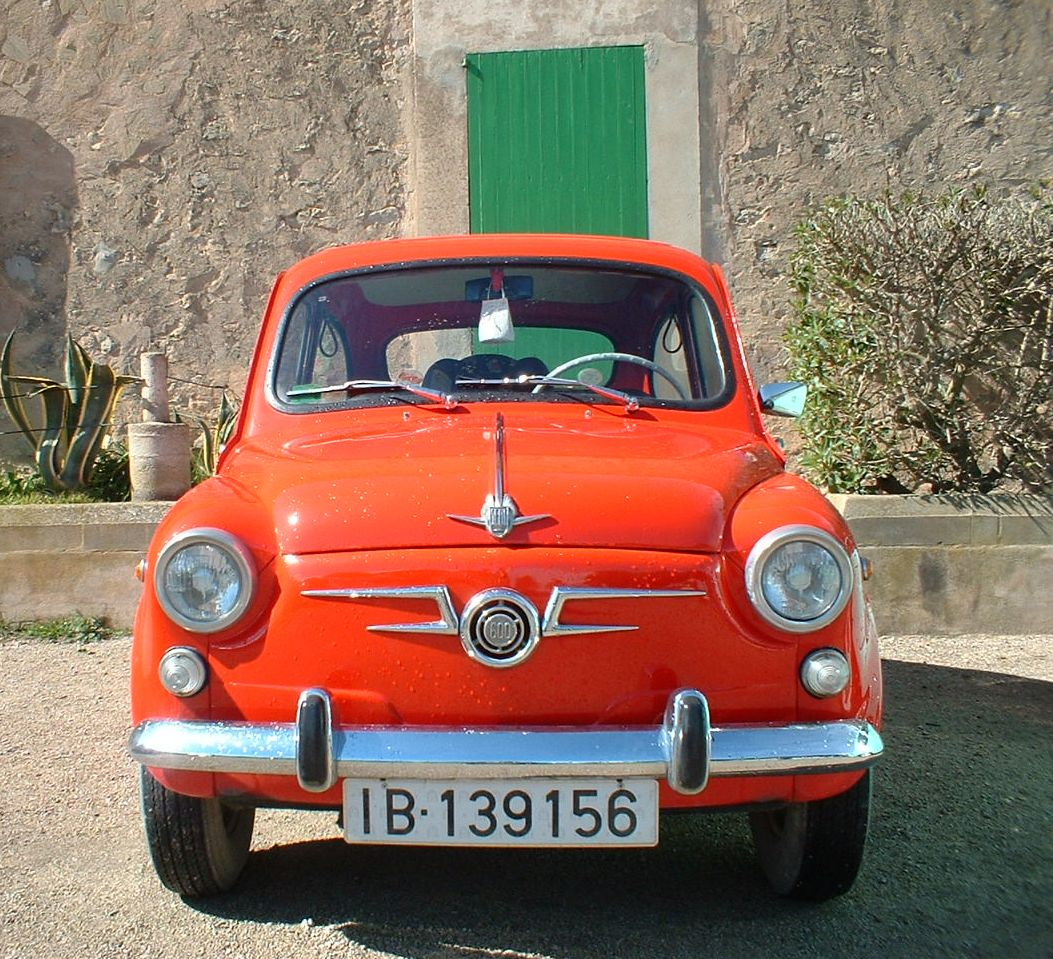
Spanischer Seat 600
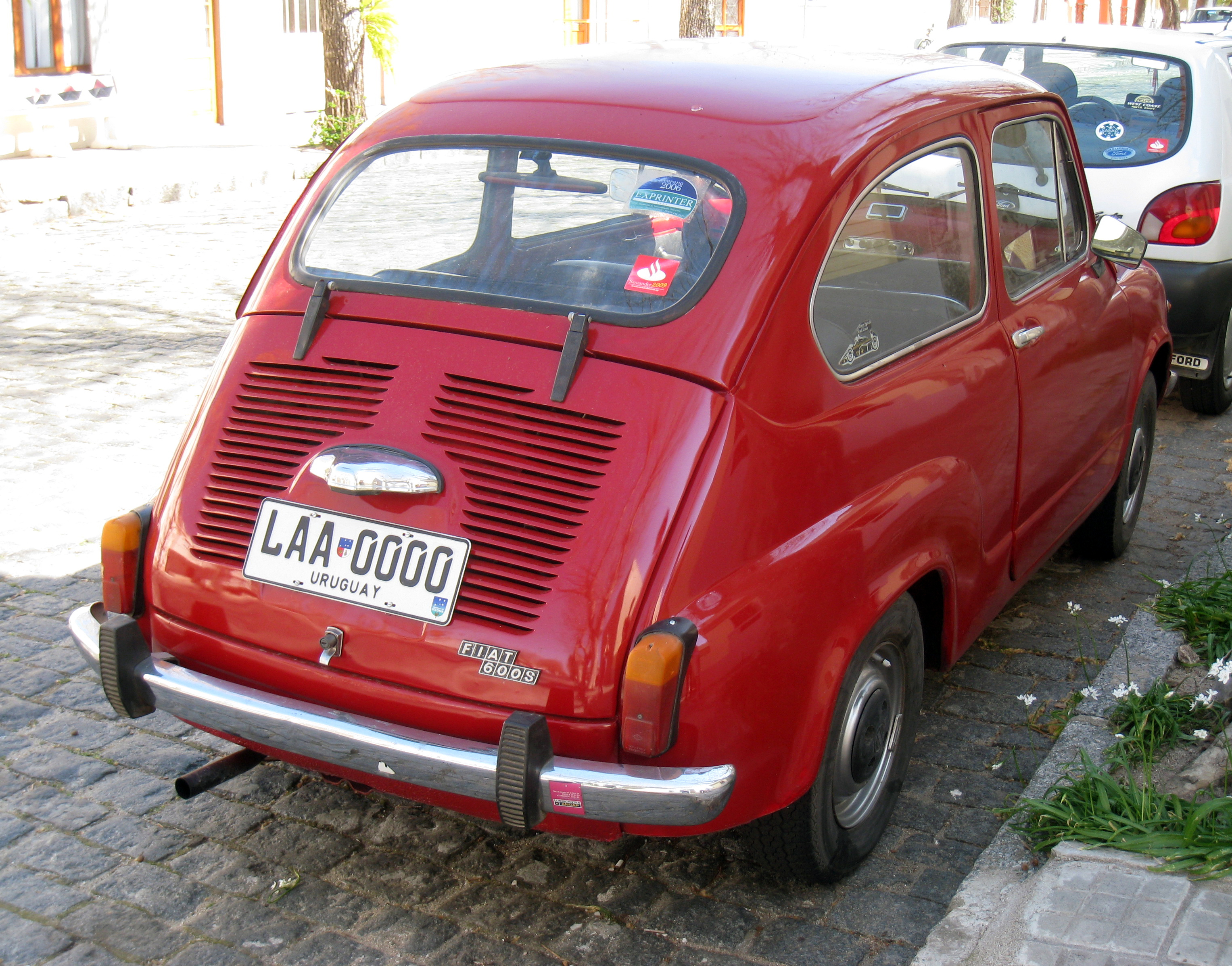
Uruguayischer Fiat 600 S
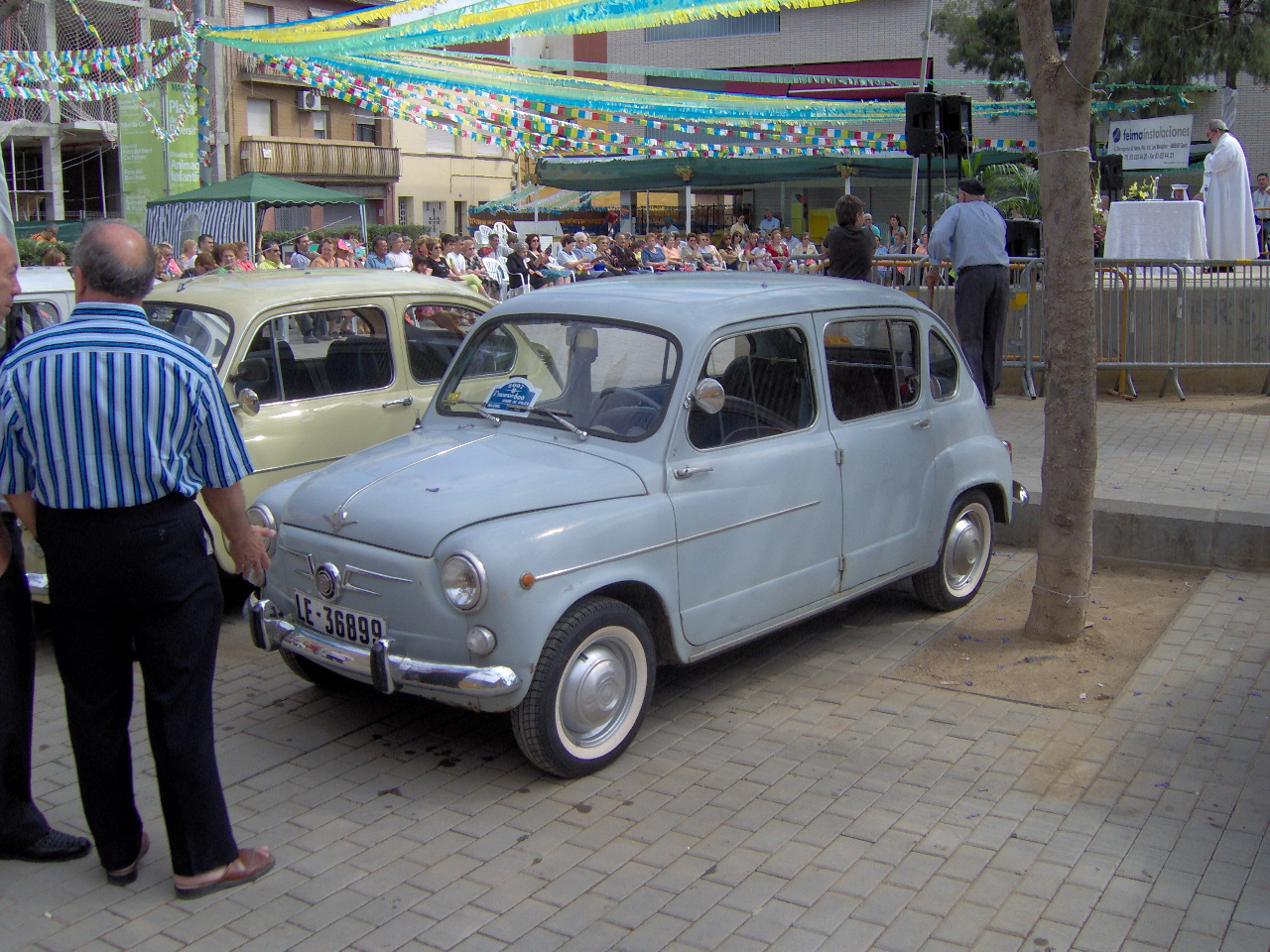
Viertüriger Seat 800
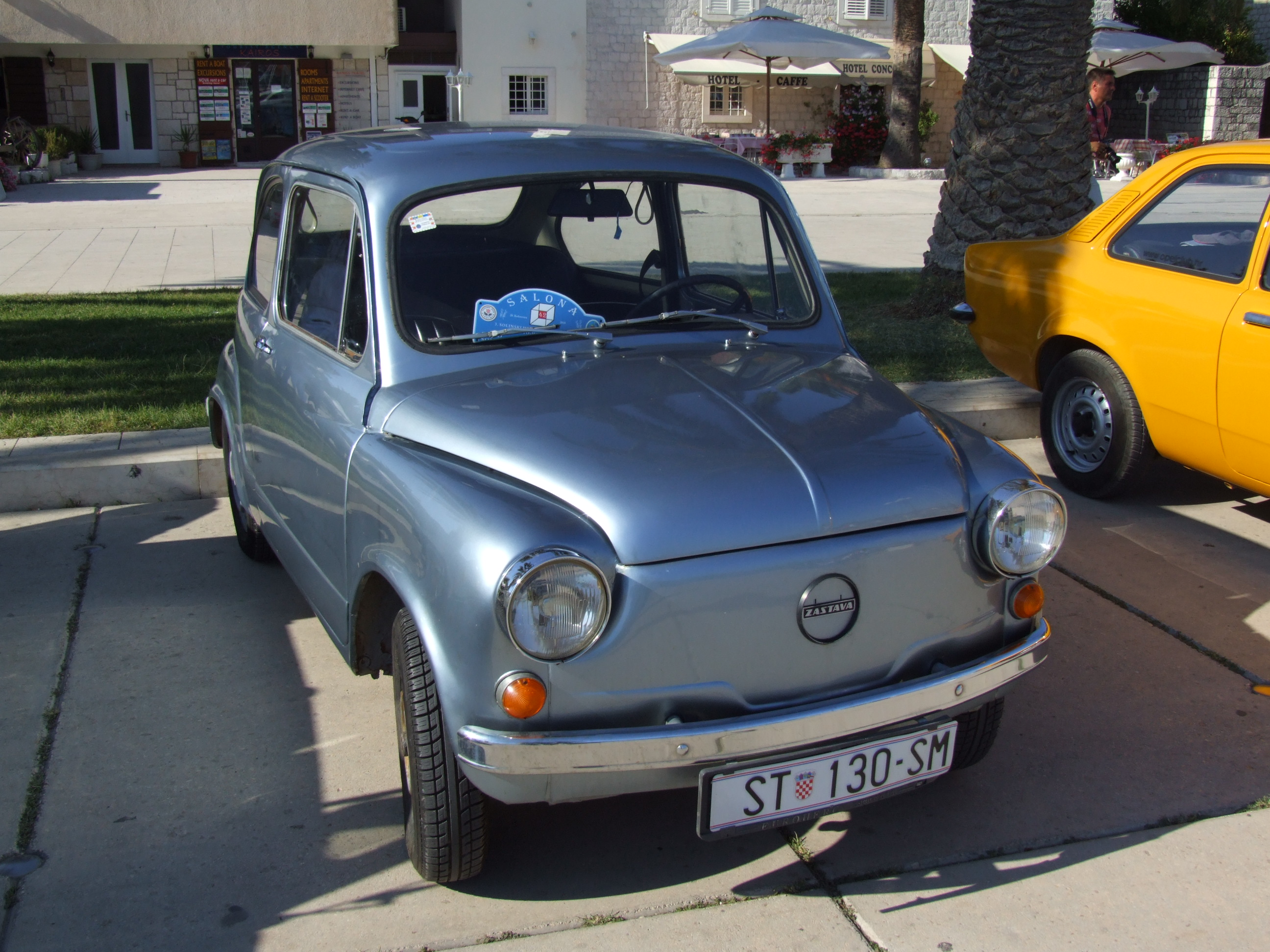
Jugoslawischer Zastava 850
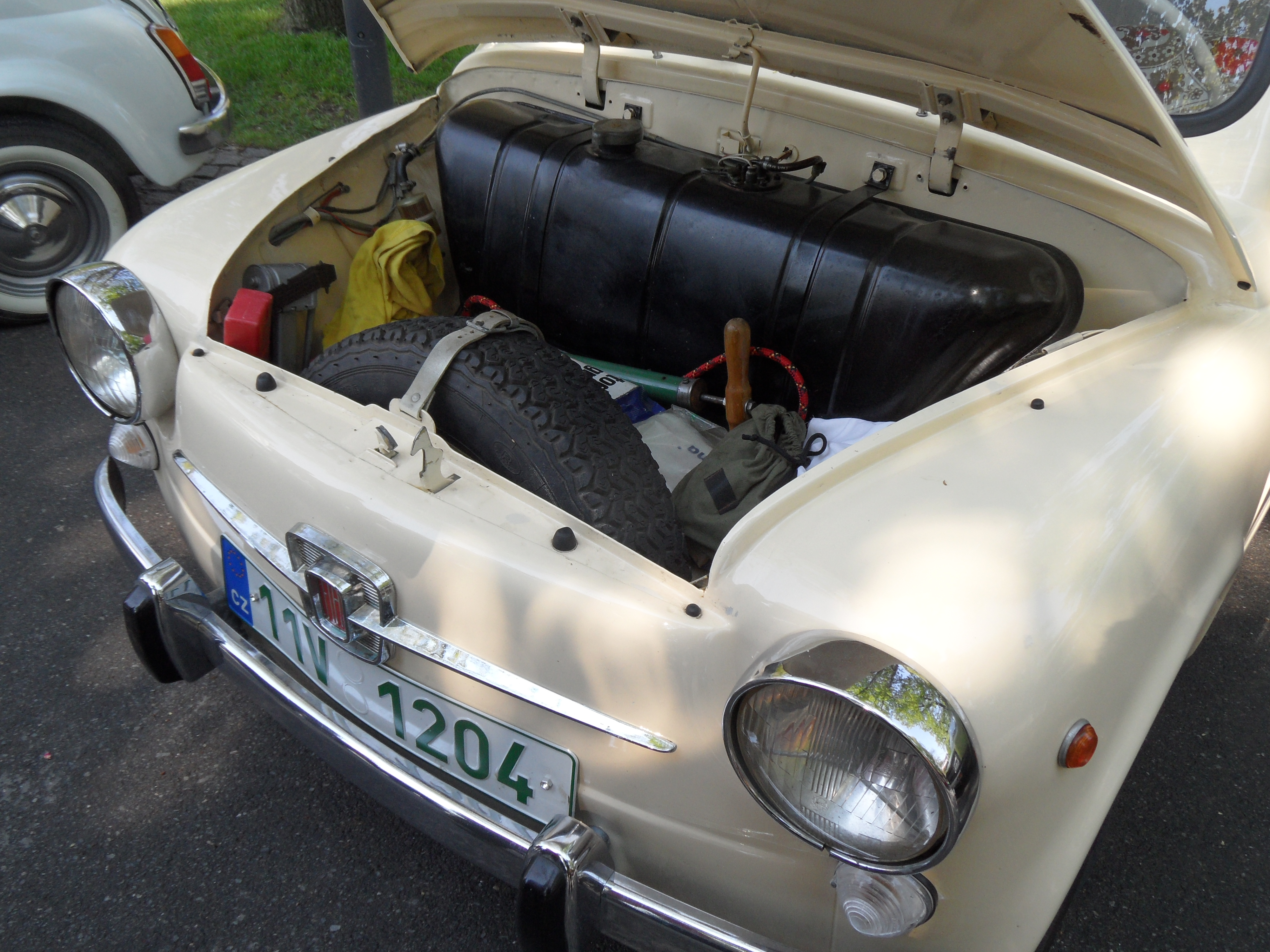
Kofferraum
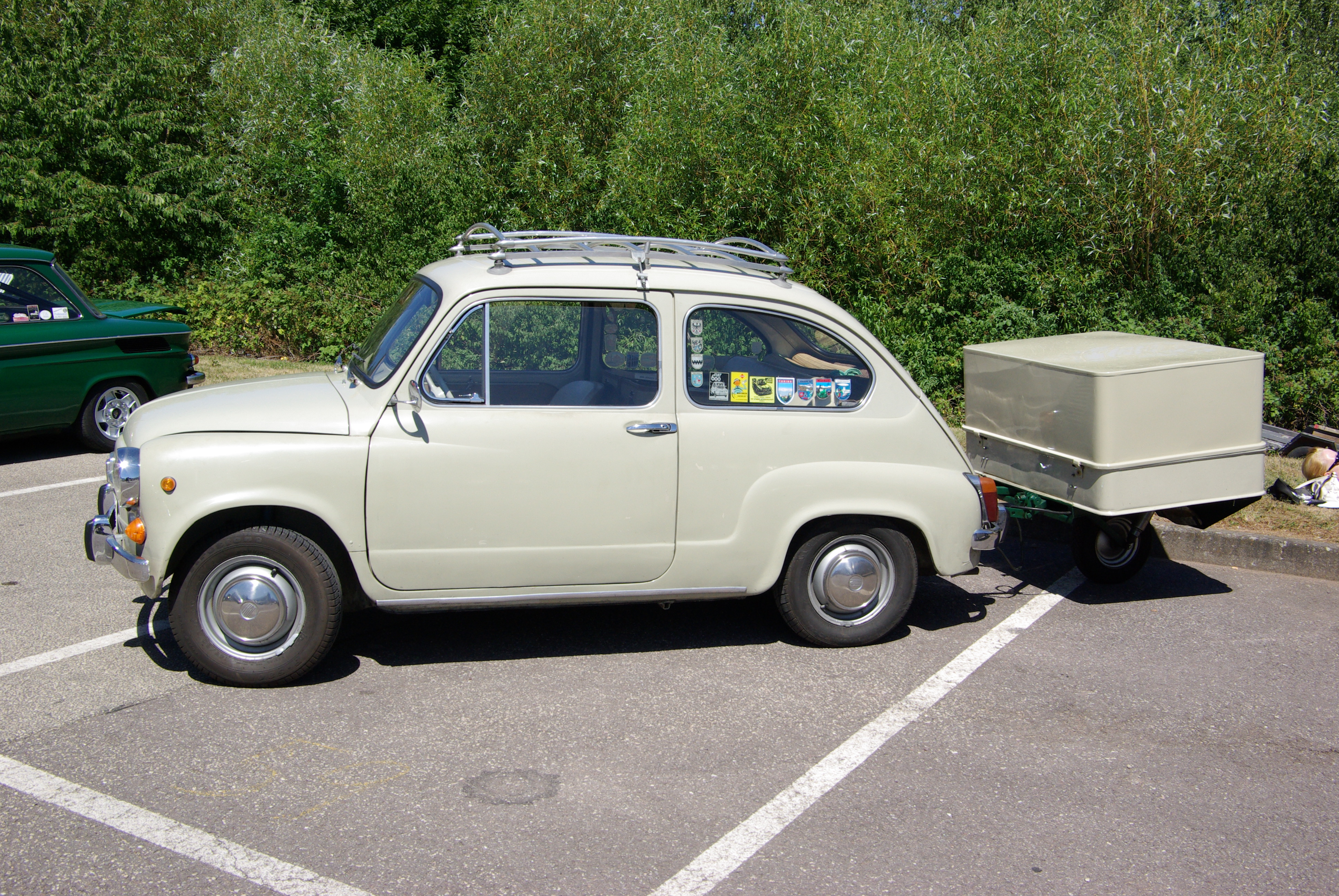
Fiat 600 mit Einradanhänger
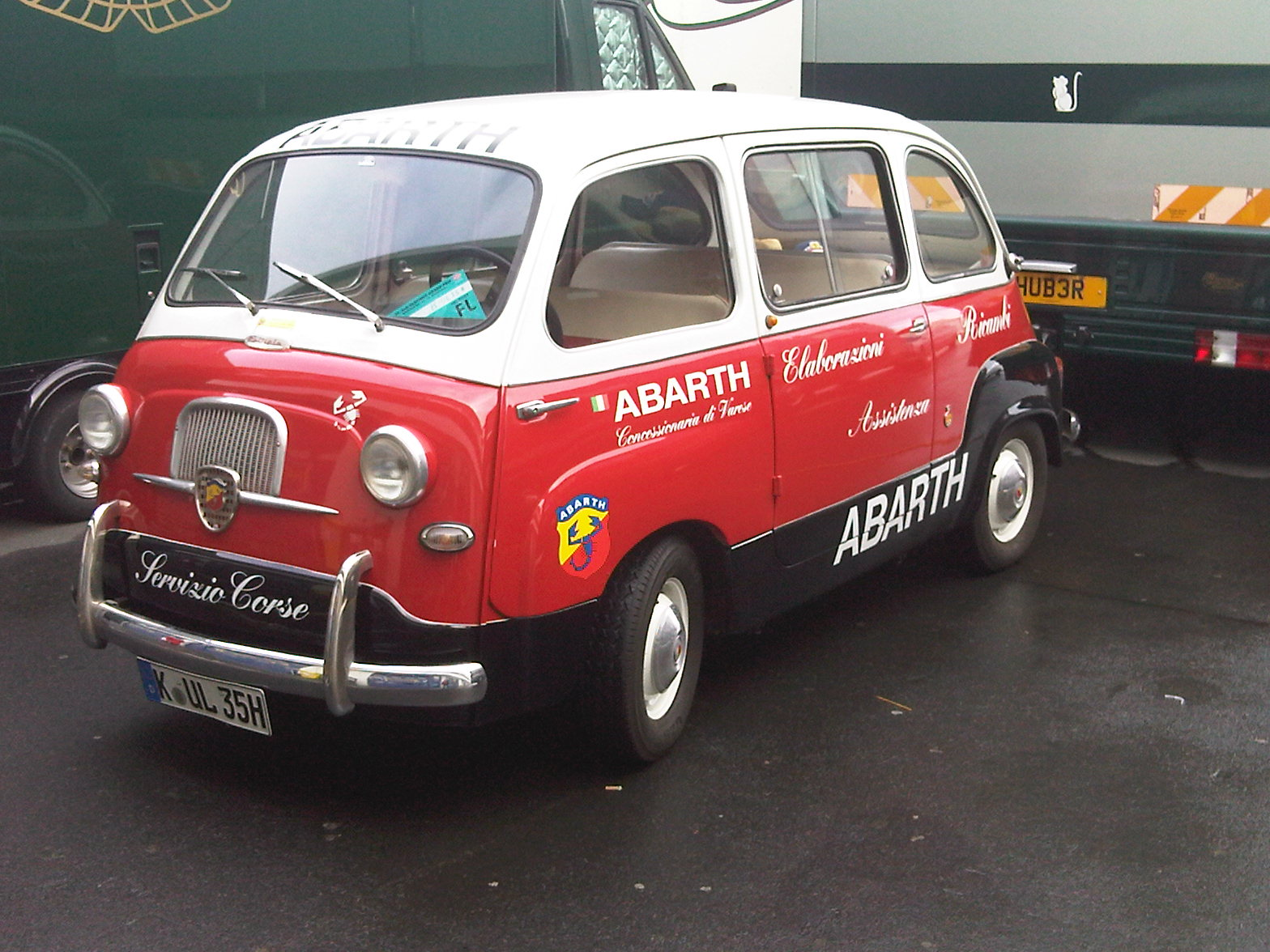
Fiat 600 Multipla Abarth
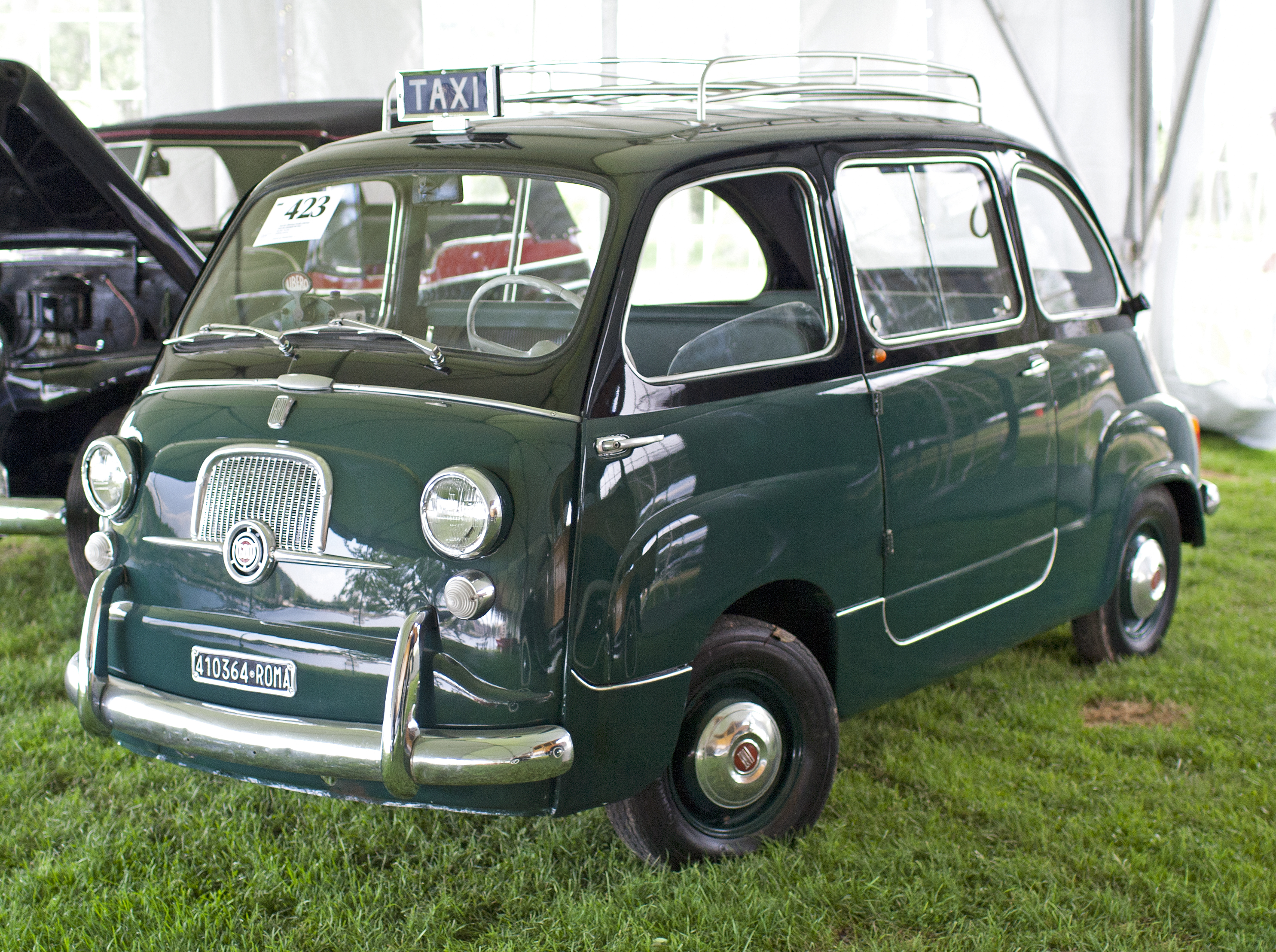
Fiat 600 Multipla als Taxi
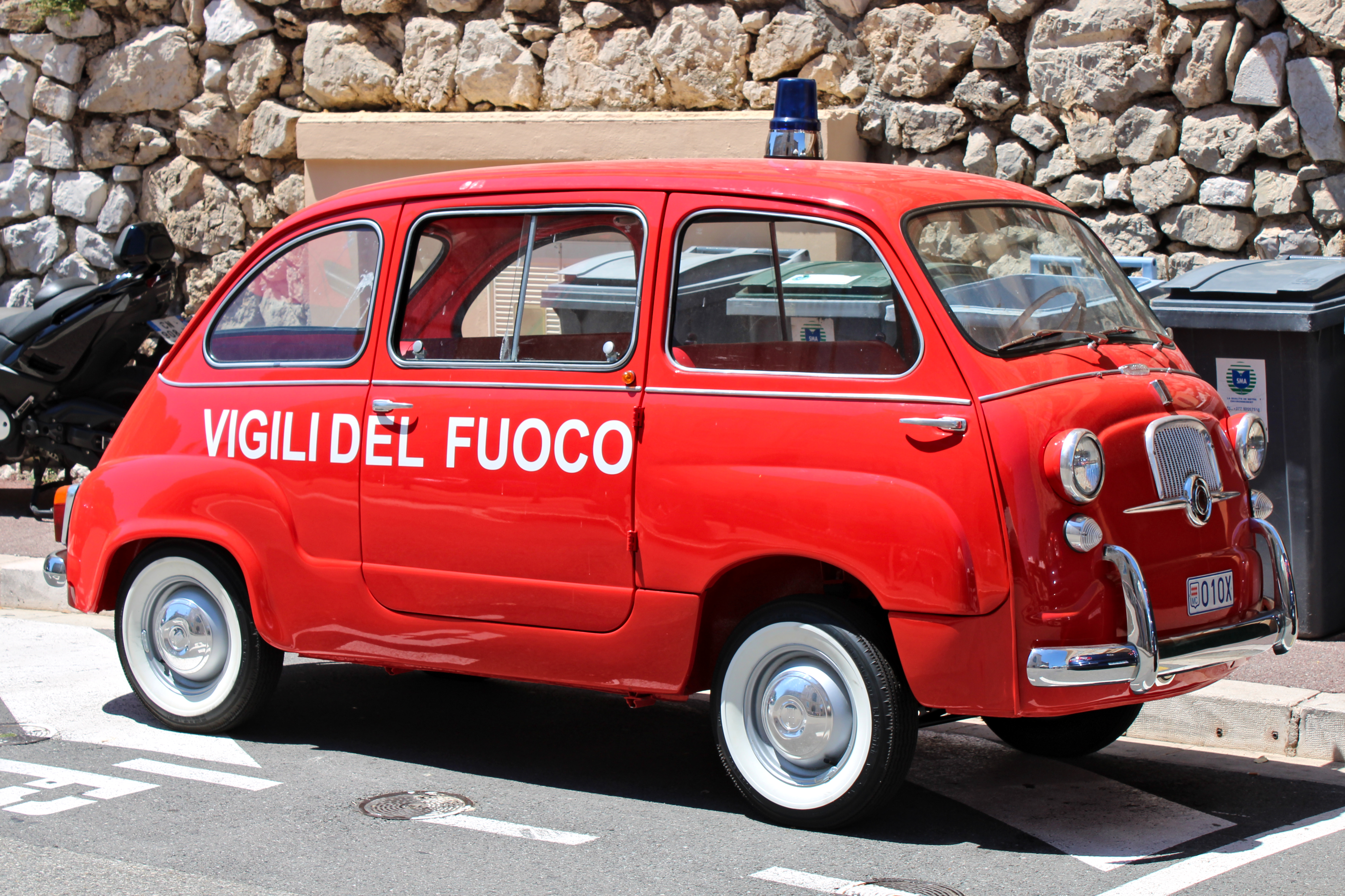
Fiat 600 Multipla als Feuerwehrfahrzeug in Monaco
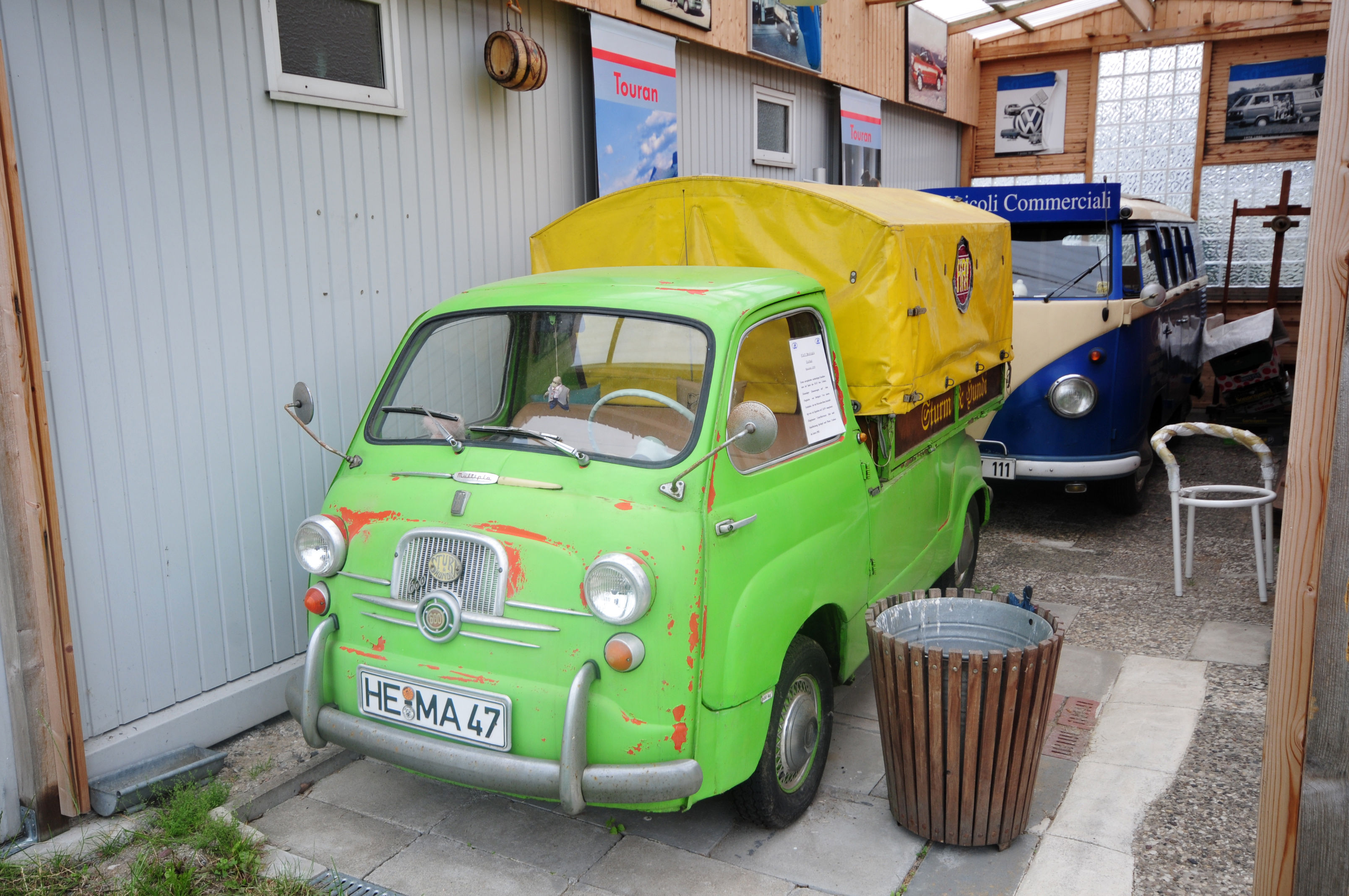
Fiat Multipla als Kleintransporter
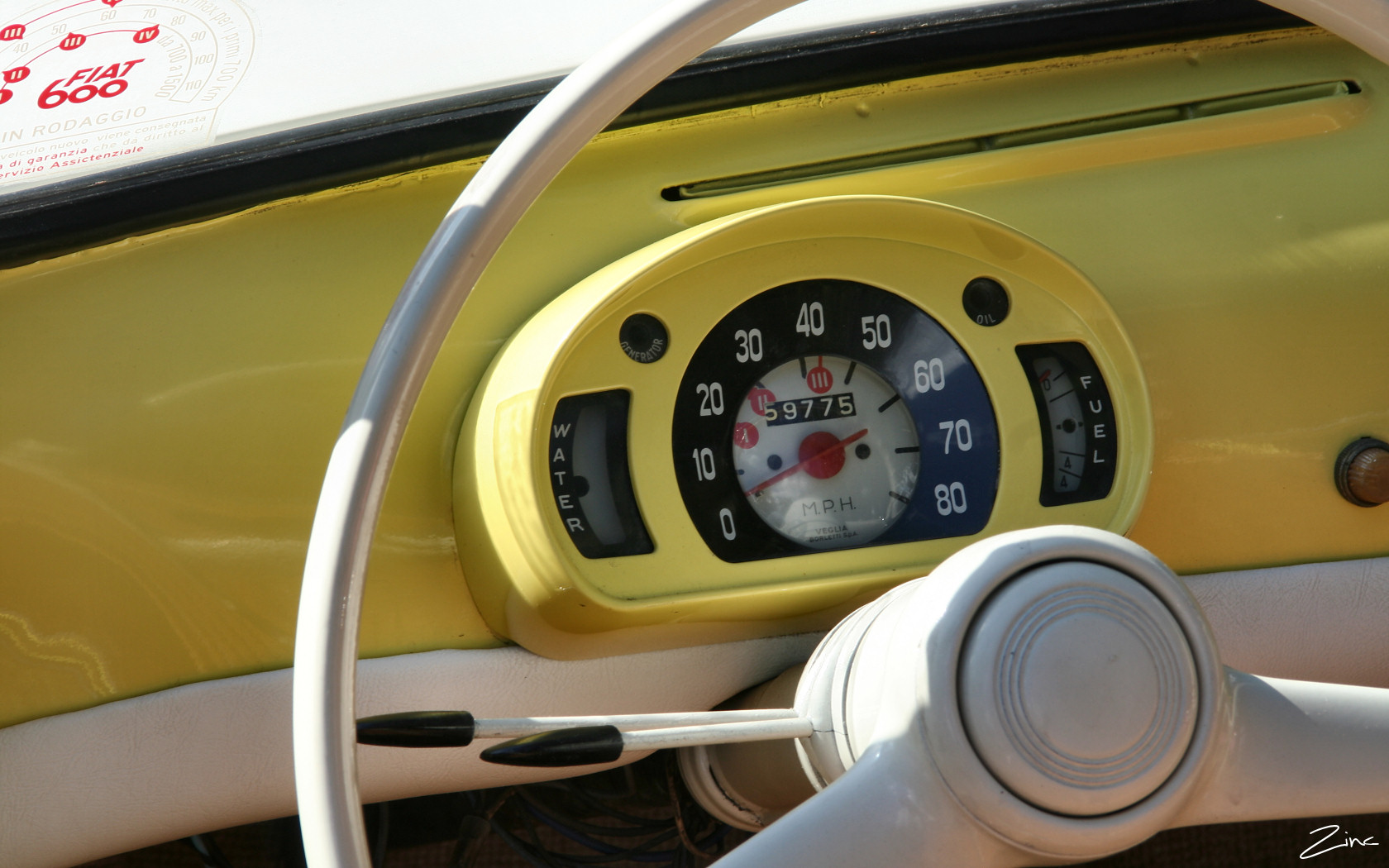
Interieur
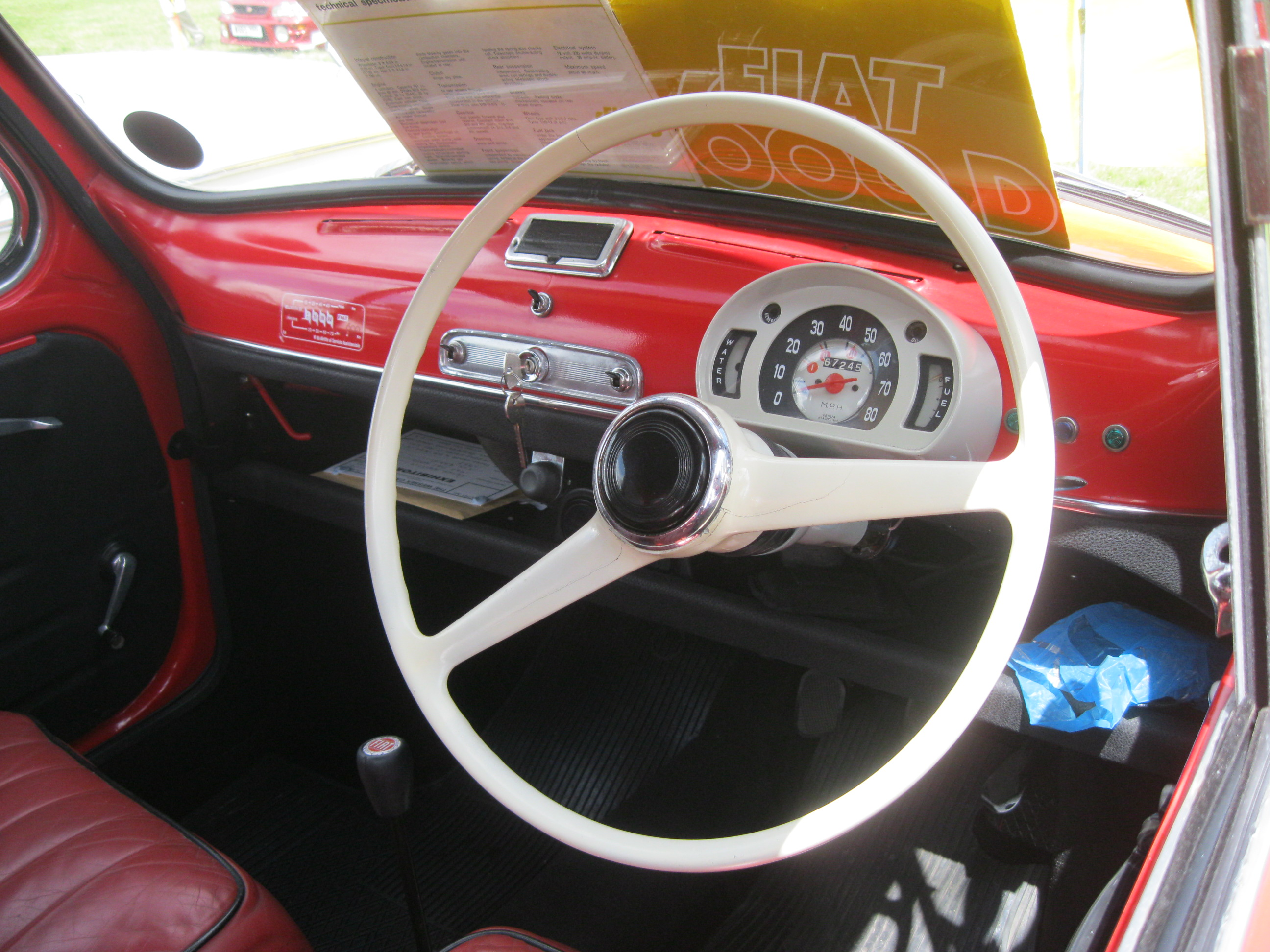
Interieur (Rechtslenker)
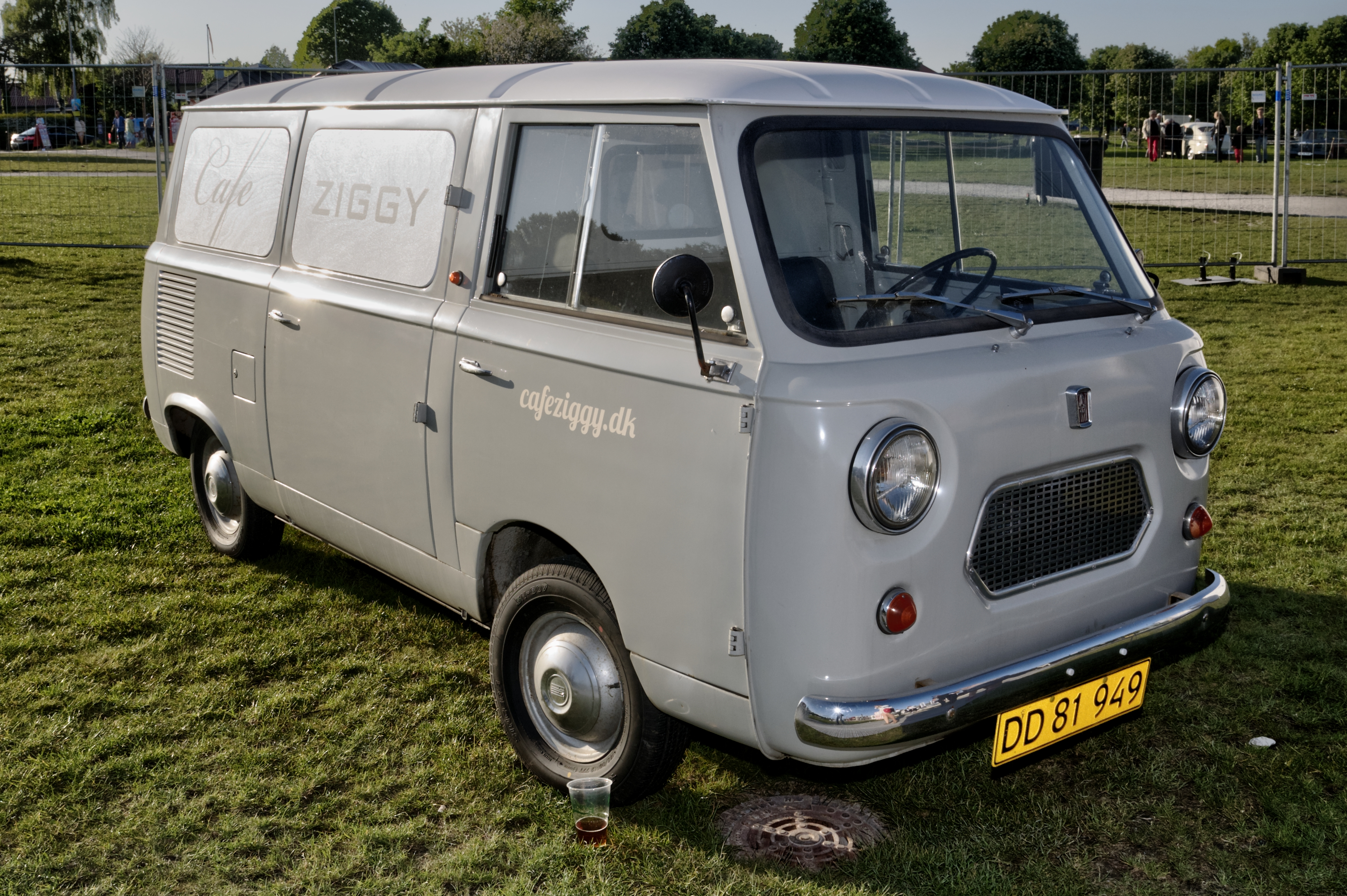
Fiat 600 T Kastenwagen

## Modellgeschichte
- 1955 Produktionsstart als Limousine mit festem Dach
- 1956 auch als Cabrio-Limousine mit Stoffdach, Hörnern an Stoßstangen und Weißwandreifen erhältlich, Produktionsstart NSU-Fiat Jagst
- 1957 Kurbelfenster statt Schiebefenster, neue Heckleuchten und Radkappen
- 1958 seitliche Zierleisten
- 1959 Motorleistung nun 20 statt 19 PS, vordere Blinker unter den Scheinwerfern statt auf den Kotflügeln
- 1960 600 D und NSU-Fiat Jagst 770 mit mehr Hubraum und 25 PS
- 1964 Türen vorne angeschlagen, NSU-Fiat Jagst 2 mit festem Dach
- 1965 größere Scheinwerfer

| Technische Daten Fiat 600                   | Technische Daten Fiat 600                      | Technische Daten Fiat 600                      | Technische Daten Fiat 600                      | Technische Daten Fiat 600                      | Technische Daten Fiat 600                              | Technische Daten Fiat 600                              |                                   |
| Fiat 600:                                   | 633 cm3                                        | 600 D                                          | Seat 800                                       | 600 S                                          | Multipla                                               | 600 D Multipla                                         |                                   |
| ------------------------------------------- | ---------------------------------------------- | ---------------------------------------------- | ---------------------------------------------- | ---------------------------------------------- | ------------------------------------------------------ | ------------------------------------------------------ | --------------------------------- |
| Motor:                                      | 4-Zylinder-Reihenmotor (Viertakt)              | 4-Zylinder-Reihenmotor (Viertakt)              | 4-Zylinder-Reihenmotor (Viertakt)              | 4-Zylinder-Reihenmotor (Viertakt)              | 4-Zylinder-Reihenmotor (Viertakt)                      | 4-Zylinder-Reihenmotor (Viertakt)                      | 4-Zylinder-Reihenmotor (Viertakt) |
| Hubraum:                                    | 633 cm³                                        | 767 cm³                                        | 767 cm³                                        | 843 cm³                                        | 633 cm³                                                | 767 cm³                                                |                                   |
| Bohrung × Hub:                              | 60 × 56 mm                                     | 62 × 63,5 mm                                   | 62 × 63,5 mm                                   | 65 × 63,5 mm                                   | 60 × 56 mm                                             | 62 × 63,5 mm                                           |                                   |
| Leistung bei 1/min:                         | 16 kW (21,5 PS nach DIN) bei 4600              | 23,5 kW (32 SAE-PS) bei 4800                   | 23,5 kW (32 SAE-PS) bei 4800                   | 24 kW (32 PS nach DIN) bei 4800                | 16 kW (21,5 PS) bei 4600                               | 23,5 kW (32 SAE-PS) bei 4800                           |                                   |
| Max. Drehmoment bei 1/min:                  | 45 Nm bei 3250                                 | 56 Nm bei 2800                                 | 56 Nm bei 2800                                 | 51 Nm bei 3000                                 | 45 Nm bei 3250                                         | 56 Nm bei 2800                                         |                                   |
| Verdichtung:                                | 7,5:1                                          | 7,5:1                                          | 7,5:1                                          | 7,4:1                                          | 7,5:1                                                  | 7,5:1                                                  |                                   |
| Gemischaufbereitung:                        | 1 Fallstromvergaser Weber 26 IM                | 1 Fallstromvergaser Weber 28 PIB3              | 1 Fallstromvergaser Weber 28 PIB3              | 1 Fallstromvergaser Bressel/Galileo 28 CP 10   | 1 Fallstromvergaser Weber 26 IM                        | 1 Fallstromvergaser Weber 28 PIB3                      |                                   |
| Ventilsteuerung:                            | hängende Ventile, seitliche Nockenwelle, Kette | hängende Ventile, seitliche Nockenwelle, Kette | hängende Ventile, seitliche Nockenwelle, Kette | hängende Ventile, seitliche Nockenwelle, Kette | hängende Ventile, seitliche Nockenwelle, Kette         | hängende Ventile, seitliche Nockenwelle, Kette         |                                   |
| Kühlung:                                    | Wasserkühlung                                  | Wasserkühlung                                  | Wasserkühlung                                  | Wasserkühlung                                  | Wasserkühlung                                          | Wasserkühlung                                          |                                   |
| Getriebe:                                   | 4-Gang-Getriebe, Knüppelschaltung              | 4-Gang-Getriebe, Knüppelschaltung              | 4-Gang-Getriebe, Knüppelschaltung              | 4-Gang-Getriebe, Knüppelschaltung              | 4-Gang-Getriebe, Knüppelschaltung                      | 4-Gang-Getriebe, Knüppelschaltung                      |                                   |
| Radaufhängung vorn:                         | Querblattfeder unten, Dreieckslenker oben      | Querblattfeder unten, Dreieckslenker oben      | Querblattfeder unten, Dreieckslenker oben      | Querblattfeder unten, Dreieckslenker oben      | je zwei ungleich lange Dreieckslenker, Schraubenfedern | je zwei ungleich lange Dreieckslenker, Schraubenfedern |                                   |
| Radaufhängung hinten:                       | Schräglenkerachse und Schraubenfedern          | Schräglenkerachse und Schraubenfedern          | Schräglenkerachse und Schraubenfedern          | Schräglenkerachse und Schraubenfedern          | Schräglenkerachse und Schraubenfedern                  | Schräglenkerachse und Schraubenfedern                  |                                   |
| Bremsen:                                    | Vierrad-Trommelbremsen                         | Vierrad-Trommelbremsen                         | Vierrad-Trommelbremsen                         | Vierrad-Trommelbremsen                         | Vierrad-Trommelbremsen                                 | Vierrad-Trommelbremsen                                 |                                   |
| Lenkung:                                    | Schnecke und Zahnradsektor                     | Schnecke und Zahnradsektor                     | Schnecke und Zahnradsektor                     | Schnecke und Zahnradsektor                     | Schnecke und Rolle                                     | Schnecke und Rolle                                     |                                   |
| Karosserie:                                 | Stahlblech, selbsttragend                      | Stahlblech, selbsttragend                      | Stahlblech, selbsttragend                      | Stahlblech, selbsttragend                      | Stahlblech, selbsttragend                              | Stahlblech, selbsttragend                              |                                   |
| Spurweite vorn/hinten:                      | 1150/1160 mm                                   | 1150/1160 mm                                   | 1150/1160 mm                                   | 1150/1160 mm                                   | 1230/1157 mm                                           | 1230/1157 mm                                           |                                   |
| Radstand:                                   | 2000 mm                                        | 2000 mm                                        | 2180 mm                                        | 2000 mm                                        | 2200 mm                                                | 2200 mm                                                |                                   |
| Abmessungen:                                | 3285 × 1380 × 1345 mm                          | 3285 × 1380 × 1345 mm                          | 3475 × 1380 × 1350 mm                          | 3355 × 1380 × 1405 mm                          | 3535 × 1450 × 1520 mm                                  | 3535 × 1450 × 1520 mm                                  |                                   |
| Leergewicht:                                | 577 kg                                         | 615 kg                                         | 635 kg                                         | 625 kg                                         | 720 kg                                                 | 750 kg                                                 |                                   |
| Höchstgeschwindigkeit:                      | 100 km/h                                       | 110 km/h                                       | 110 km/h                                       | 110 km/h                                       | 95 km/h                                                | 105 km/h                                               |                                   |
| 0–100 km/h:                                 | nicht angegeben                                | nicht angegeben                                | nicht angegeben                                | nicht angegeben                                | nicht angegeben                                        | nicht angegeben                                        |                                   |
| Verbrauch (Liter/100 Kilometer, CUNA-Norm): | 5–7 N                                          | 5,8 N                                          | 6,5 N                                          | 5,8 N                                          | 6–8 N                                                  | 6,85 N                                                 |                                   |